# Kazanci (Gacko)
Pour les articles homonymes, voir Kazanci.
Kazanci (en serbe cyrillique : Казанци) est un village de Bosnie-Herzégovine. Il est situé dans la municipalité de Gacko et dans la république serbe de Bosnie. Selon les premiers résultats du recensement bosnien de 2013, il compte 131 habitants.

## Histoire
L'histoire de Kazanci débute au XIVe siècle lorsqu'une famille arménienne venant de Turquie décide de s'installer dans la région[réf. nécessaire].

## Démographie

### Évolution historique de la population dans la localité
| 1948 | 1953 | 1961 | 1971 | 1981 | 1991 | 2013 |
| ---- | ---- | ---- | ---- | ---- | ---- | ---- |
| -    | -    | 287  | 249  | 230  | 203, | 131  |

|  |